# Quận Butler, Missouri
Quận Butler là một quận thuộc tiểu bang Missouri, Hoa Kỳ. Theo điều tra dân số năm 2000 của Cục điều tra dân số Hoa Kỳ, quận có dân số người 2. Quận lỵ đóng ở 6

## Địa lý
Theo Cục điều tra dân số Hoa Kỳ, quận có tổng diện tích km2, trong đó có km2 là diện tích mặt nước.

## Thông tin nhân khẩu
Theo điều tra dân số 2 năm 2000, quận đã có dân số 40.867 người, 16.718 hộ gia đình, và 11.318 gia đình sống trong quận hạt. Mật độ dân số là 59 người trên một dặm vuông (23/kmТВ). Có 18.707 đơn vị nhà ở với mật độ trung bình 27 trên một dặm vuông (10/kmТВ). Cơ cấu dân tộc của cư dân sinh sống ở quận này bao gồm 92,16% người da trắng, 5,22% da đen hay Mỹ gốc Phi, 0,56% người Mỹ bản xứ, 0,44% châu Á, Thái Bình Dương 0,01%, 0,26% từ các chủng tộc khác, và 1,36% từ hai hoặc nhiều chủng tộc. Khoảng 1,01% dân số là người Hispanic hay Latino thuộc một chủng tộc nào. Trong số các ancestries lớn đầu tiên được báo cáo trong Butler County được 31,7% người Mỹ, Đức 13,8%, 11,6% và 10,5% Ailen tiếng Anh, theo điều tra dân số năm 2000.
Có 16.718 hộ, trong đó 29,70% có trẻ em dưới 18 tuổi sống chung với họ, 52,50% là đôi vợ chồng sống với nhau, 11,60% có nữ hộ và không có chồng, và 32,30% là không lập gia đình. 28,00% hộ gia đình đã được tạo ra từ các cá nhân và 12,70% có người sống một mình 65 tuổi hoặc cao tuổi hơn. Cỡ hộ trung bình là 2,39 và cỡ gia đình trung bình là 2,91.
Trong quận này cơ cấu độ tuổi dân cư bao gồm 24,20% dưới độ tuổi 18, 8,40% 18-24, 26,60% 25-44, 24,10% từ 45 đến 64, và 16,70% từ 65 tuổi trở lên. Độ tuổi trung bình là 39 năm. Đối với mỗi 100 nữ có 92,00 nam giới. Đối với mỗi 100 nữ 18 tuổi trở lên, đã có 87,10 nam giới.
Thu nhập trung bình cho một hộ gia đình trong đã đạt mức USD 34.422, và thu nhập trung bình cho một gia đình là USD 42.713. Phái nam có thu nhập trung bình USD 27.449 so với 19.374 USD của phái nữ. Thu nhập bình quân đầu người là 20.282 USD. Có 14,00% của các gia đình và 18,60% dân số sống dưới mức nghèo khổ, bao gồm 25,90% những người dưới 18 tuổi và 16,90% của những người 65 tuổi hoặc hơn.